# Cascabela thevetia
Espèce
Statut de conservation UICN

 LC  : Préoccupation mineure
Synonymes
Selon GBIF (22/08/2022) :
- Ahouai thevetia M.Gómez
- Cascabela peruviana (Pers.) Raf.
- Cerbera linearifolia Stokes
- Cerbera peruviana Pers.
- Cerbera thevetia L. Basionyme
- Thevetia linearis A.DC.
- Thevetia linearis Raf.
- Thevetia neriifolia Juss.
- Thevetia neriifolia Juss. ex A.DC.
- Thevetia neriifolia Juss. ex Steud.
- Thevetia neriifolia var. hirsuta Müll.Arg.
- Thevetia neriifolia var. leucantha Müll.Arg.
- Thevetia neriifolia var. neriifolia
- Thevetia neriifolia var. pubescens Müll.Arg.
- Thevetia peruviana (Pers.) K.Schum.
- Thevetia peruviana (Pers.) Merr., 1914
- Thevetia peruviana f. aurantiaca H.St.John
- Thevetia peruviana f. peruviana (Pers.) K.Schum., 1895
- Thevetia thevetia (L.) H.Karst.
- Thevetia thevetia (L.) Millsp., 1900

Cascabela thevetia est une espèce de plantes dicotylédones de la famille des Apocynaceae, sous-famille des Rauvolfioideae, originaire d'Amérique tropicale.
C'est un arbuste ou un petit arbre tropical à feuilles persistantes, souvent cultivée comme plante ornementale. Cette plante est toxique dans toutes ses parties, particulièrement les graines et le latex, du fait de la présence de toxines de la famille des cardénolides.

## Dénominations

### Étymologie
« Cascabel », « cascavel » ou « cascabela » est le mot espagnol pour "petite cloche", "hochet de serpent" ou même "serpent à sonnette". L'allusion peut aussi être directement liée à la toxicité de la plante, comparable au venin d'un serpent à sonnette. Le nom spécifique « thevetia » commémore André Thevet (1516-1590), un prêtre et explorateur franciscain français, qui a exploré le Brésil (où la plante est connue sous le nom de "chapéu-de-napoleão" (« chapeau de Napoléon »).

### Noms vernaculaires
Un grand nombre de noms vernaculaires sont ou ont été donnés  à la plante : Ahouaï, Arbre à lait, Bois à lait, Laurier jaune, Laurier-rose jaune, Laurier jaune des Indes, Laurier à fleurs jaunes, Noyer de serpent, Chapeau de Napoléon,, Caballón, Cabalonga, Milk tree (Porto Rico), Camache, Caruache (Guyana), Seweyu (Arawak), Jurri jurri, Tawai (Suriname), Lucky nut (graine dans les Antilles britanniques).
En Guyane, on l'appelle Laurier jaune (Créole), Kalawashi (Kali'na), Away (Wayãpi), Kiniki βan (Palikur), Jorro-jorro, Chapéu-de-Napoleão (Portugais), Kaway (Wayana).

### Taxinomie
L'espèce a été décrite en premier par Linné sous le nom de Cerbera thevetia et publiée en 1753 dans son Species plantarum 1: 209.
En 1980, dans un travail de redéfinition de la circonscription des genres proches, Cerbera, Thevetia et Cascabela, le botaniste allemand Hans Lippold a reclassé cette espèce dans le genre Cascabela sous le nom de Cascabela thevetia. Cependant la définition de ce genre reste controversée, certains auteurs considérant Cascabela comme un synonyme de Thevetia.

## Description

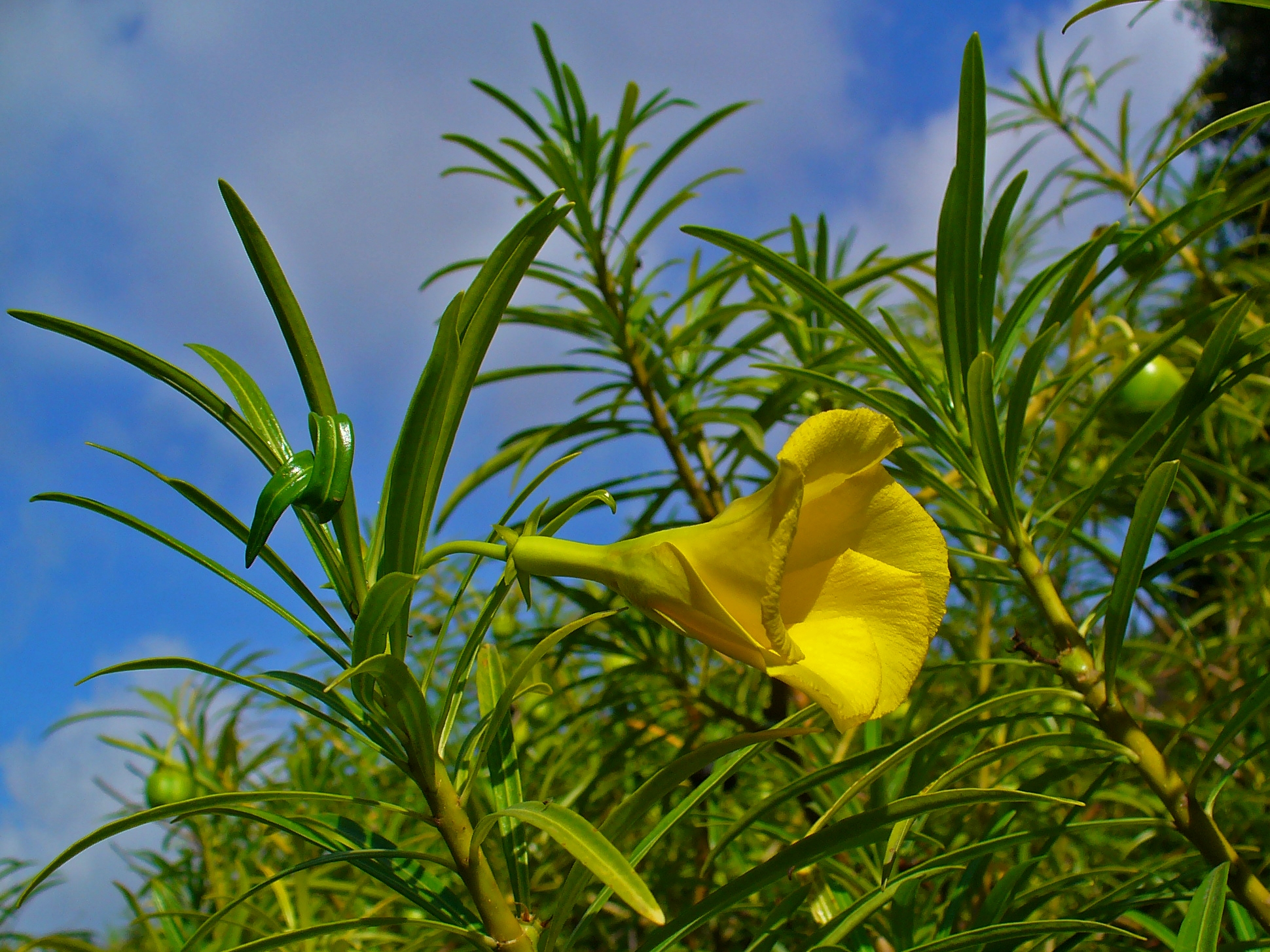
Thévétia du Pérou fleurs et bourgeons

Cascabela thevetia est un arbre ou un arbuste pouvant atteindre 2 à 8 mètres de haut. Les feuilles, pétiolées, ont un limbe lancéolé à elliptique de 8 à 16 cm de long sur 0,5 à 1,4 cm de large. De consistance membraneuse, glabres, elles présentent une nervation secondaire discrète.
L'inflorescence regroupe de 6 à 8 fleurs.
Celles-ci présentent des sépales glabres, ovales à lancéolés de 0,5 à 1,3 cm de long, une corolle jaune ou orange formant un tube de 1,2 à 1,7 cm de long sur 3 à 5 mm de diamètre, pubescent à l'intérieur, avec des lobes oblongs de 2,5 à 3,5 cm de long.
Le fruit est une drupe de 2,5 à 3,5 cm de long sur 2,1 à 4,5 cm de diamètre, parfois lenticellée.
Les graines, gris clair, lenticulaires, mesurent environ 1 à 2 cm de long.

## Composition
Le laurier jaune contient plusieurs glycosides cardiotoniques du groupe des cardénolides, dont les suivants : thévétine A, thévétine B (cerbéroside), nériifoline, péruvoside (cannogénine-thévioside), thévétoxine, ruvoside (cannogénol-thévioside), cerbérine (2’-O-acétylnériifoline) et acide péruvosidique (pérusitine). Le plus important est  
la thévétine, constituée d'un mélange de cerbéroside (thévétine B) et de thévétine A dans la proportion 2/1.
Les graines et la sève contiennent notamment de la nériifoline et les thévétines A et B, qui sont hautement toxiques pour le système nerveux autonome (SNA) et le muscle cardiaque.
| Glycoside                 | Aglycone           | Sucres                         |
| ------------------------- | ------------------ | ------------------------------ |
| Thévétine A               | Cannogénine        | L-thévétose + 2 mol. D-glucose |
| Thévétine B (cérbéroside) | Digitoxigénine     | L-thévétose + 2 mol. D-glucose |
| Péruvoside                | Cannogénol         | L-thévétose                    |
| Nériifoline               | Digitoxigénine     | L-thévétose                    |
| Thévénérine               | Cannogénol         | L-thévétose                    |
| Acide péruvosidique       | Acide cannogénique | L-thévétose                    |

On a isolé de cette plante, outre les glycosides cardiaques, des iridoïdes, terpénoïdes, alcaloïdes, flavonoïdes, saponines et tanins.

## Toxicité

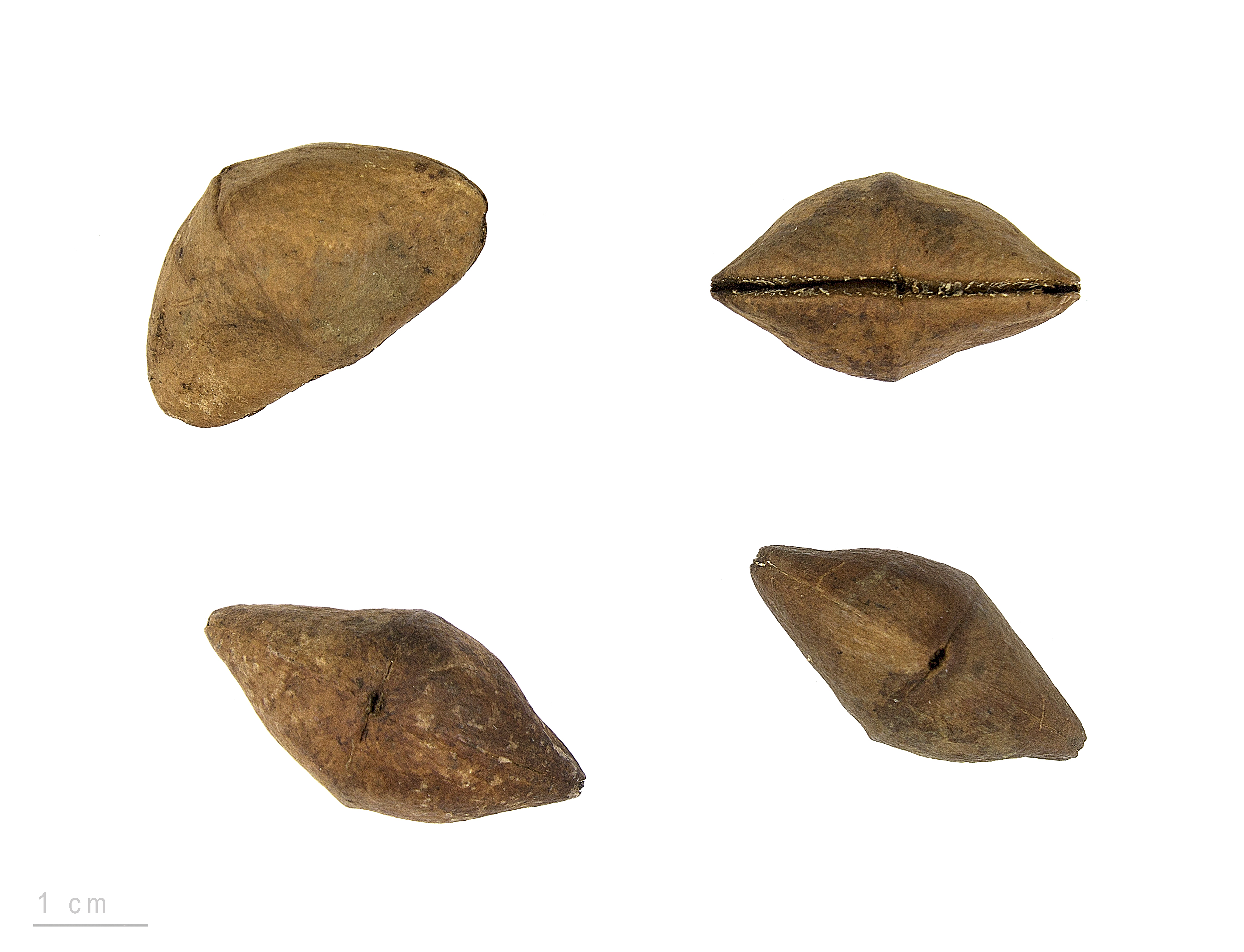
Thevetia peruviana - Muséum de Toulouse

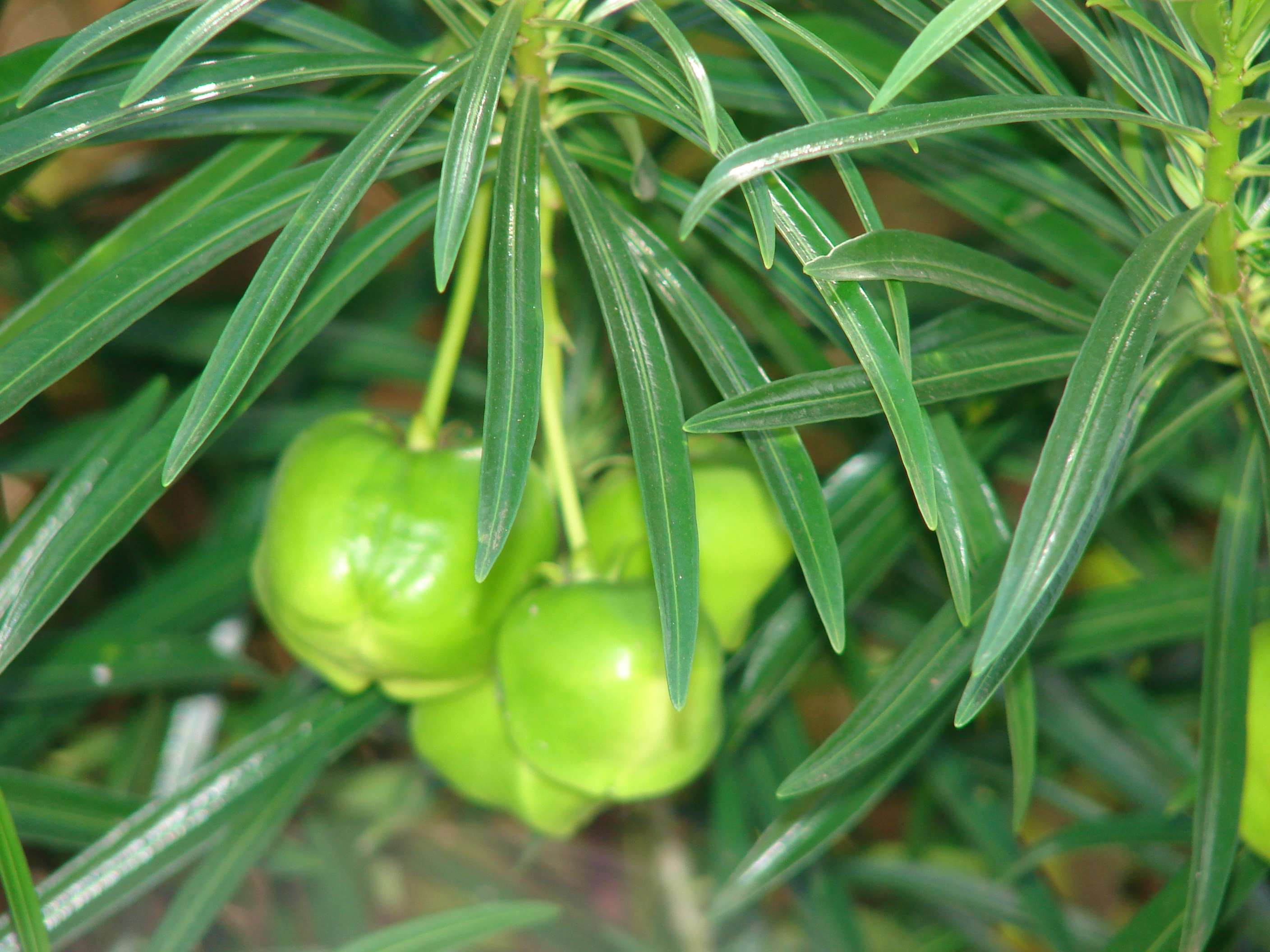
Fruits.

Cascabela thevetia contient dans tous ses organes des composés toxiques, concentrés surtout dans les noyaux des graines, puis dans les feuilles, les fruits et la sève.
Ces composés chimiques sont des hétérosides cardiotoniques, principalement la thévétine A et la thévétine B, des péruvosides, ainsi que la thévétoxine, la nériifoline et des ruvosides. Le principal signe est la survenue d'une bradycardie (cœur lent) par bloc sino-atrial ou atrio-ventriculaire. Les formes graves comportent des troubles du rythme ventriculaire, une baisse de la tension artérielle.
Le traitement comporte la prise de charbon activé. En cas d'intoxication grave, l'administration d'anticorps ani-digoxine est efficace.

## Distribution et habitat
L'aire de répartition originelle de Cascabela thevetia s'étend dans les régions tropicales d'Amérique, du nord du Mexique au nord-est de l'Argentine.
L'espèce a été introduite dans d'autres régions tropicales : sous-continent indien, Chine (Fujian, Guangdong, Guangxi, Hainan, Taïwan, Yunnan), Afrique (Sénégal, Tchad), Antilles, Fidji.
Cascabela thevetia croît dans des zones chaudes, avec des températures comprises entre 17  et 37 °C et à des altitudes allant de 50 à 200 mètres. La plante préfère les sols fertiles et bien drainés, mais peut pousser sur des sols variés, du limon sableux aux sols argileux. Elle est tolérante à la sécheresse et moyennement tolérant au sel.
L'espèce se rencontre dans les sites perturbés ouverts, le long des cours d'eau, des bords de routes, dans les terrains vagues, dans les  bois ouverts, broussailles, vieux jardins, pâturages et dans les zones côtières. L'espèce  est également cultivée comme plante ornementale dans les parcs et jardins.